# Cardiopathie congénitale cyanotique
Une cardiopathie congénitale cyanotique est une cardiopathie congénitale qui survient lorsque le sang désoxygéné ne passe pas par les poumons et entre directement dans la circulation systémique ou qu'un mélange de sang oxygéné et non oxygéné pénètre dans la circulation systémique. Elle est causée par des défauts structurels du cœur (c.-à-d.: shunt du ventricule droit vers le gauche, shunt bi-directionnel, malposition des grandes artères) ou par tout état qui augmente la résistance vasculaire pulmonaire. Le résultat étant le développement de la circulation collatérale. 

## Signes et symptômes
- Hippocratisme digital ou « doigts en baguettes de tambour » (clubbing)
- Le patient en position accroupie
- Cyanose - décoloration du visage (en particulier des lèvres), des doigts et orteils.
- Pleurs
- Irritabilité
- Tachycardie
- Tachypnée
- Historique d'alimentation inadéquate
- Orteil et ongles exceptionnellement gros
- Développement retardé (à la fois biologique et psychologique)

## Diagnostic

### Les types
- Tétralogie de Fallot (ToF)
- Connexion veineuse pulmonaire totale anormale
- Syndrome du cœur gauche hypoplasique
- Transposition des grandes artères
- Truncus artériel (persistant)
- Atrésie tricuspide
- Arc aortique interrompu
- Atrésie pulmonaire
- Sténose pulmonaire (critique)
- Syndrome d'Eisenmenger (inversion du shunt dû à une hypertension pulmonaire).
- Un canal artériel persistant peut provoquer une cyanose à un stade avancé [1]

Selon une étude sur la cardiopathie congénitale cyanotique à l'Université de Sohag, en Haute-Égypte, on a diagnostiqué 50 nouveau-nés souffraient de cardiopathie congénitale cyanotique. Ils ont conclu que la fréquence des cardiopathies congénitales cyanotiques était significative (9,5%), le type le plus courant étant la transposition des grandes artères. La majorité des nouveau-nés atteints de cardiopathie congénitale cyanotique ont survécu grâce à une prise en charge adaptée. 

## Traitements
- La morphine lors de la tétralogie de Fallot diminue les spasmes infundibulaires associés.
- Prophylactique : Propranolol (Inderal)
- Prostaglandine E (pour garder ouvert le canal artériel)
- Antibiotique prophylactique pour prévenir l'endocardite
- Chirurgie : Glenn Shunt, procédure Hemi-Fontan, procédure Fontan. Le but de ces opérations est de rediriger le flux sanguin du sang désoxygéné vers les poumons en attachant la veine cave supérieure directement à l'artère pulmonaire, ce qui a pour effet d'oxygéner le sang qui coule dans les poumons avant de pénétrer dans les cavités situées du côté droit du cœur. Des modèles mathématiques sont utilisés pour traiter le problème des altérations de la pression dans la circulation après les interventions. La résistance à la pression pulmonaire dans la connexion cavo-pulmonaire est augmentée et ces modèles permettent des analyses claires de l'augmentation de pression permettant aux médecins d'éviter une éventuelle congestion de la circulation veineuse.